# Пушка (река)
Пушка — река в Архангельской области России. Протекает по территории Летне-Золотицкого сельского поселения Приморского района. Длина реки 14 км, водосборная площадь — более 33 км².
Река берёт начало из озера Пушкозеро. Пушка течёт по Онежскому полуострову в юго-западном направлении и впадает в губу Пушлахта Белого моря у деревни Пушлахта на Онежском берегу.
В верховье слева принимает приток — ручей Сенной. Протекает через озеро Долгое.